# Сутора бамбукова
Суто́ра бамбукова (Suthora fulvifrons) — вид горобцеподібних птахів родини суторових (Paradoxornithidae). Мешкає в Гімалаях і горах Китаю.

## Опис

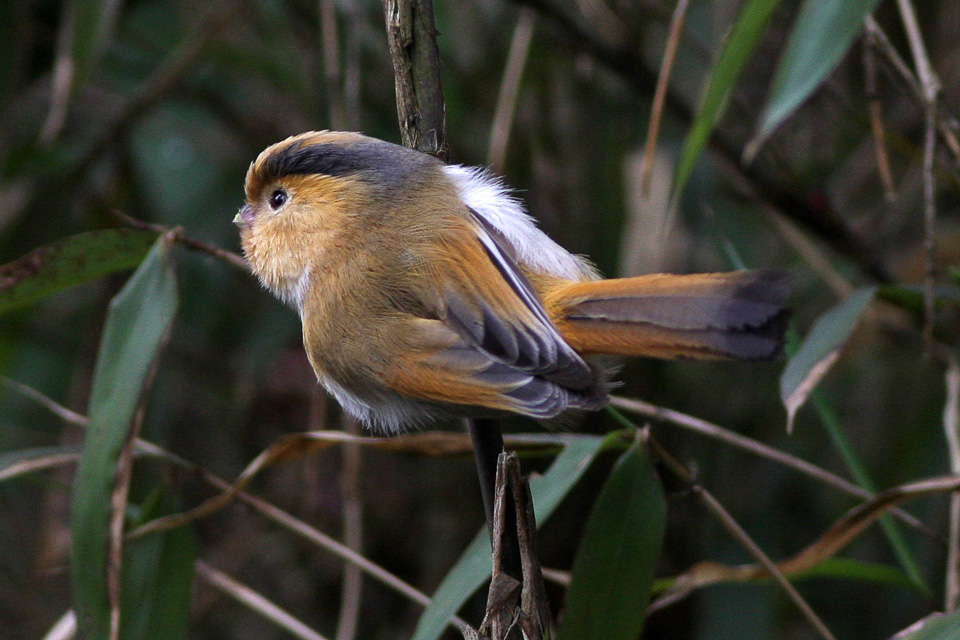
Бамбукова сутора

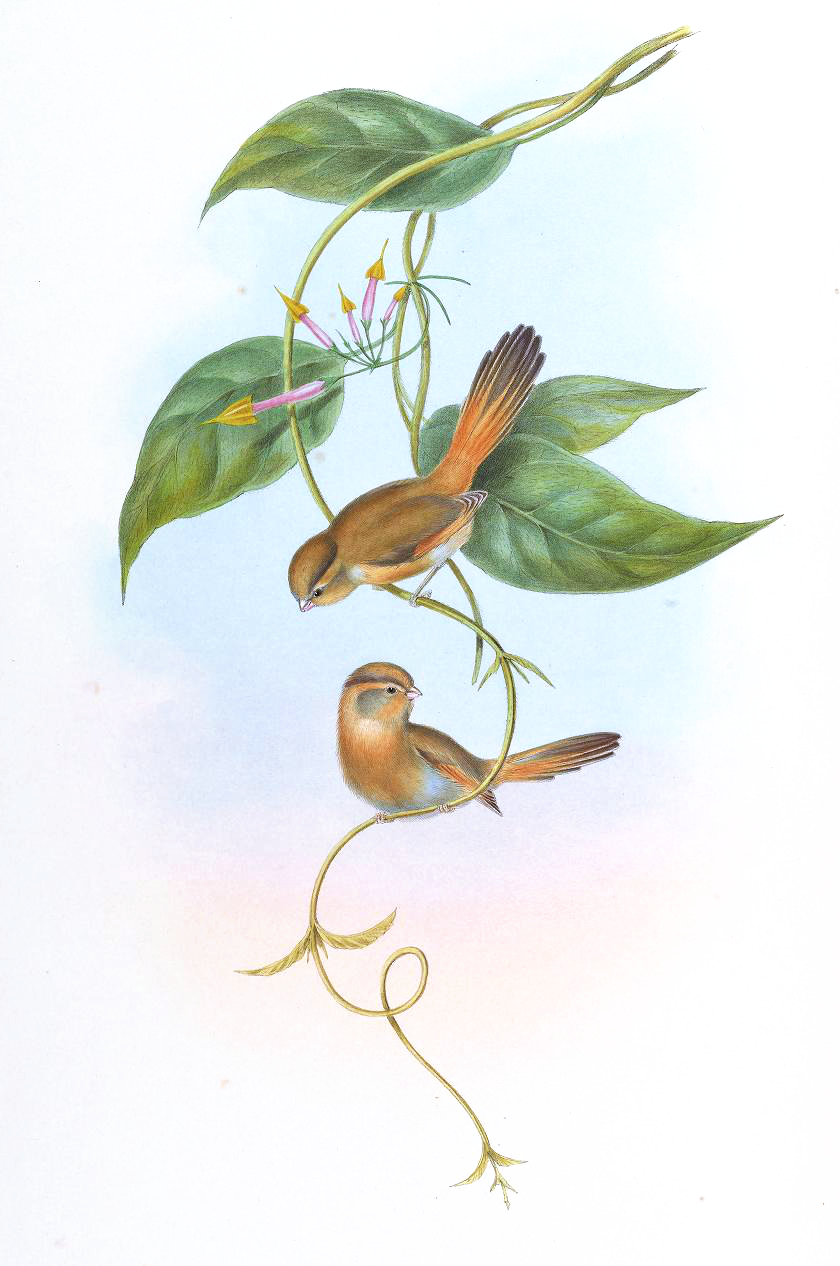
Бамбукові сутори

Довжина птаха становить 12-13 см, враховуючи довгий, східчастий хвіст. Голова, груди і верхня частина тіла рудувато-охристі, над очима чорнуваті "брови", кінчики крил і хвіст чорнуваті. На грудях білуватий "комірець", живіт білий. Дзьоб короткий, міцний.

## Підвиди
Виділяють чотири підвиди:
- S. f. fulvifrons (Hodgson, 1845) — Непал, Сіккім і Бутан;
- S. f. chayulensis Kinnear, 1940 — південно-східний Тибет і Аруначал-Прадеш;
- S. f. albifacies Mayr & Birckhead, 1937 — північно-східна М'янма і південно-західний Китай (південно-східний Цинхай і північно-західний Юньнань);
- S. f. cyanophrys David, A, 1874 — південь центрального Китаю (західний Сичуань, південний схід Ганьсу і південь Шеньсі).

## Поширення і екологія
Бамбукові сутори мекають в Індії, Непалі, Бутані, М'янмі і Китаї. Вони живуть у високогірних бамбукових заростях. Зустрічаються зграйками по 20-30 птахів, на висоті від 2440 до 3660 м над рівнем моря. Живляться бруньками, насінням і комахами. Гніздо чашоподібне, зроблене з бамбукового листя, моху і корінців, розміщується на висоті від 0,7 до 1,9 м над землею. В кладці 3-4 блакитнуватих яйця.